# Димитри Петров
Димитри Петров е български олимпиец, участвал в състезанията по ски бягане в зимните олимпийски игри в Кортина д'Ампецо през 1956 г.

## Биография
Роден е на 10 февруари 1932 година. Участва в състезанието на 15 km ски бягане на седмите зимни олимпийски игри, провели се в Кортина д'Ампецо през 1956 година. Завършва 53-ти от 62-ма участници. 